# Atentat u Marseilleu
Atentat u Marseilleu na jugoslavenskoga kralja Aleksandra I. Karađorđevića dogodio se u utorak, 9. listopada 1934. godine, prilikom njegovog službenog posjeta Francuskoj, u Marseilleu, na trgu Berzamski, u 16 sati i 20 minuta.
Atentator, Vlado Černozemski, podrijetlom Bugarin, pripadnik Unutrašnje makedonske revolucionarne organizacije (skraćeno VMRO), usmrtio je kralja Aleksandra, a francuski ministar vanjskih poslova Louis Barthou, ranjen je u ruku zalutalim policijskim metkom te je zbog neprikladne medicinske pomoći iskrvario i umro. Oko atentata su surađivali ustaše i VMRO, koji nisu željeli da Hrvati i Makedonci ↓1 (koji su smatrani Bugarima) žive pod srpskom dominacijom, posebno nakon uvođenja Šestosiječanjske diktature i donošenja oktroiranog ustava, nego su se zalagali za stvaranje neovisnih država Makedonije i Hrvatske. U atentat su bile umiješane i pojedine strane sile, u prvom redu Mussolinijeva Italija, koja je imala teritorijalne pretenzije prema Jugoslaviji, odnosno njezinoj jadranskoj obali.

## Prilike u zemlji

### Situacija u Makedoniji
Na jugoistoku Kraljevine SHS i dalje je bilo otvoreno "makedonsko pitanje". Nezadovoljna komadanjem makedonskih područja, Unutrašnja makedonska revolucionarna organizacija (VMRO) nastavila je oružanu borbu za oslobođenje i ujedinjenje čitave Makedonije (egejske, pirinske i vardarske).
Nasuprot tome, u novoosvojenim područjima, beogradska vlada je provodila dosljednu politiku srbizacije. U školama je provođena sustavna politika denacionaliziranja i posrbljavanja Makedonaca, Bugara i drugog makedonskog stanovništva. Beogradska vlada je nametala i lingvističku politiku srbizacije u Makedoniji, koja je nazivana "Južnom Srbijom" (neslužbeno) ili "Vardarskom banovinom" (službeno). Govorni jezik makedonskih Slavena službeno je smatran dijalektom nepostojećeg srpsko-hrvatskog jezika. Pritom, ovaj južni dijalekt potiskivan je obrazovanjem, u vojsci i raznim drugim sredstvima, a njegova uporaba bila je kažnjiva.
Zbog ovakve politike, vlada je došla u sukob s aktivnostima makedonskih i pro-bugarskih grupa. U Makedoniji su vođene prave oružane borbe žandarmerije s komitima, a jugoslavenske vlasti maltretirale su tisuće ljudi pod sumnjom suradnje s Unutrašnjom makedonskom revolucionarnom organizacijom.

### Situacija u Hrvatskoj
Nastanak zajedničke države Hrvata i Srba 1918. godine je, umjesto okončanja, doveo do pojačavanja dotada tinjajućeg sukoba između srpskog i hrvatskog nacionalizma. Vodeći hrvatski političari, među kojima se najviše isticao Stjepan Radić i njegova Hrvatska pučka seljačka stranka, zalagali su se da nova država postane federalna republika, dok su se vodeći srpski političari na čelu s premijerom Nikolom Pašićem i uz potporu kralja Aleksandra I. Karađorđevića, zalagali za koncept unitarne monarhije. Potonji je koncept je prihvaćen 28. lipnja 1921. godine u obliku Vidovdanskog ustava, koji je na području Hrvatske izazvao ogorčenje kako samim načinom na koji je izglasovan - običnom većinom članova Ustavotvorne skupštine umjesto predviđene dvotrećinske, i uz otvoreno podmićivanje muslimanskih zastupnika - tako i time da je Hrvatska novim centralističkim uređenjem izgubila određene elemente vlastite državnosti (Sabor kao parlament, domobranstvo kao vojsku, bana kao šefa države) očuvane kroz stoljeća strane mađarske i austrijske vlasti. Osim shvaćanja da će Hrvatska i Hrvati u novoj državnoj zajednici imati podređen položaj, nezadovoljstvu je značajno pridonijela i široko raširena korupcija, kao i bahatost i nesposobnost nove državne uprave kojom su dominirali kadrovi iz Srbije. Pokušaji hrvatskih političara da "hrvatsko pitanje" ponovno stave na dnevni red, bilo kroz obraćanje stranoj javnosti, bilo zahtjevima za novo državno uređenje,  uglavnom su doživljavali neuspjeh i kao reakciju imali optužbe za izdaju, a u nekim slučajevima i policijsku represiju.
Ključan događaj koji će srpsko-hrvatski sukob dovesti do nove eskalacije bio je atentat u Narodnoj skupštini 20. lipnja 1928. godine prilikom kojeg je Puniša Račić, srpski političar iz Crne Gore i dvorski agent, pucao na zastupnike Hrvatske seljačke stranke na mjestu ubivši Pavla Radića i Đuru Basarička, ranivši Ivana Pernara i Ivana Granđu te teško ranivši Stjepana Radića koji od posljedica atentata umire u Zagrebu, 8. kolovoza 1928. godine. Taj je događaj duboko pogodio hrvatsku javnost, stvorivši od Radića mučenika, ali i izazvavši nerede koji će kralju Aleksandru poslužiti kao izgovor da 6. siječnja 1929. godine proglasi Šestosiječanjsku diktaturu i državi nametne ideologiju tzv. integralnog jugoslavenstva kojim je ukinuto službeno korištenje hrvatskog imena. Tijekom diktature zabranjen je rad političkih stranaka, što je uključivalo i HSS koja je do tada već na svoju stranu dovela uvjerljivu većinu hrvatskog naroda. Svi su ti procesi doveli do radikalizacije hrvatske javnosti i političara, koji počinju ne samo odbacivati bilo kakav koncept zajedničke države Srba i Hrvata, nego stvaranje samostalne hrvatske države koja bi zamijenila Jugoslaviju nastoje ostvariti nasiljem, odnosno oružanom borbom.
U tome se najviše istakla Ustaša - hrvatska revolucionarna organizacija (UHRO), koja je osnovana dan nakon uvođenja Šestosiječanjske diktature 7. siječnja 1929. godine u Italiji.[nedostaje izvor] Neposredno po zavođenju diktature 1929. godine, u Sofiji dolazi do sastanka vođa UHRO (Ustaša - hrvatska revolucionarna organizacija) Ante Pavelića i VMRO (Vnutarnja makedonska revolucionarna organizacija) Vanče Mihajlova. Tom prigodom dogovaraju se o zajedničkom budućem djelovanju i potpisuju "Sofijska deklaraciju" koja predviđa stvaranje neovisnih država Hrvatske i Makedonije. U rujnu 1932. godine organiziran je Lički ili Velebitski ustanak, kada naoružani ustaše napadaju žandarmerijsku postaju kraj Gospića. Komunistička partija Jugoslavije proglasom »pozdravlja ustaški pokret ličkih i dalmatinskih seljaka i stavlja se potpuno na njihovu stranu«.

### Šestosiječanjska diktatura
Šestosiječanjska diktatura je bilo razdoblje diktature u Kraljevini SHS od 6. siječnja 1929. do 3. rujna 1931. godine kada je kralj Aleksandar I. Karađorđević raspustio Narodnu skupštinu, zabranio rad svih političkih stranaka i sindikata, političke skupove, uveo cenzuru, proglasio ideologiju "integralnog jugoslavenstva" te državi promijenio ime u Kraljevina Jugoslavija.
Tijekom diktature proganjani su i zatvarani mnogi politički protivnici centralizma, prije svega članovi Komunističke partije Jugoslavije, Hrvatske republikanske seljačke stranke i Unutarnje makedonske revolucionarne organizacije. Diktatura je službeno ukinuta 3. rujna 1931. godine donošenjem Oktroiranog ustava, kojim je potvrđen osobni režim Aleksandra Karađorđevića. I nakon prestanka diktature, nastavljeni su progoni i zatvaranja političkih protivnika.
U zatvoru Lepoglava početkom 1934. godine dolazi do stvaranja "Zajednice političkih osuđenika: hrvatskih nacionalnih revolucionara, makedonskih nacionalnih revolucionara i komunista", u cilju zajedničke borbe protiv kraljeve "vojnofašističke" diktature.

### Neuspjeli atentati
Ubojstvu Aleksandra I. Karađorđevića je prethodilo nekoliko neuspjelih atentata.
Prvi od njih je navodno trebao planiran za vrijeme prvog svjetskog rata 1916. godine, u Solunu, gdje je bila smještena tadašnja srpska vlada u izbjeglištvu, a zbog čega je na solunskom procesu osuđen i pogubljen Dragutin Dimitrijević Apis. Nakon usvajanja Vidovdanskog ustava 1921. godine, komunisti su organizirali neuspješan atentat na kralja Aleksandra I. Karađorđevića. Atentator je bio Spasoje Stejić koji je kasnije, u Vidovdanskom procesu 1922. godine, osuđen na smrt, ali mu je kazna preinačena na 20 godina robije. Dana 17. prosinca 1933. godine Petar Oreb, Josip Begović i Antun Podgorelec, pripadnici ustaškog pokreta, pokušavaju ubiti kralja Aleksandra prilikom njegove posjete Zagrebu. Atentatori su bili uhićeni prije ostvarenja cilja ali su prigodom uhićenja ubili jednoga agenta a Sud za zaštitu države osudio je na smrt Oreba i Begovića te Podgorelca na doživotnu robiju.

## Utjecaji stranih sila

### Bugarska i VMRO
Bugarska vlada je, smatrajući Makedonce Bugarima, pred Društvom naroda pokretala pitanje Makedonaca kao pitanje položaja bugarske nacionalne manjine. Pokraj toga, bugarska vlada je dopuštala Unutrašnjoj makedonskoj revolucionarnoj organizaciji (VMRO) nesmetano djelovati na njezinome teritoriju i odatle vršiti napade na pogranična područja Makedonije koja su se našla u sastavu Kraljevine SHS. U 1923. i 1924. godini je u regiji Vardarske Makedonije je djelovalo 53 čete, od čega 36 iz Bugarske, 12 lokalnih i 5 iz Albanije. Ukupna brojno stanje ljudstva je bilo 3.245 komita, predvođenih od 79 vojvoda. Zabilježeno je 119 bitki i 73 teroristička akta. Srpski gubitci su bili 304 poginula vojnika i više od 1.300 ranjenih. VRMO je izgubio 68 boraca, a stotine su bile ranjene.
Državni udar vojno-političke organizacije zveno, svibnja 1934. godine doveo je do raskida bugarske države s VMRO. Okrećući se suradnji s Francuskom i Jugoslavijom, zvenari su razoružali komitske čete i uhitili političke vođe.

### Mussolini i Ustaše
Italija je, kao nezadovoljeni ratni saveznik, gajila otvorena teritorijalna presezanja prema Jugoslaviji, a prvenstveno Dalmaciji, koju je smatrala svojom povijesnom provincijom. Od dolaska Benita Mussolinija na vlast u jesen 1922. godine, Italija je, nasuprot francuskoj politici očuvanja versajskog sustava u Podunavlju i na Balkanu preko Male Antante, vodila revizionističku politiku preko Albanije, Bugarske, Mađarske i Austrije, koja je podrazumijevala razbijanje Kraljevine Jugoslavije. Pod pokroviteljstvom Mussolinija, Ante Pavelić je nakon emigriranja 1929. godine, organizirao hrvatski ustaški pokret s ciljem uspostave samostalne i neovisne Države Hrvatske.

### Francuska i Balkanski pakt
Francuska je smatrana vjernim saveznikom Jugoslavije u Europi. Zbog slabljenja versajskog sustava i porasta opasnosti od revizije i rata, tijekom 1933. godine povedeni su pregovori o sklapanju Balkanskog pakta, uz francusko posredovanje. Turska, Grčka i Bugarska već su stupile u pregovore. Onda su Francuzi tražili od Jugoslavije i Rumunjske pristupanje pregovorima o balkanskom paktu i 9. veljače 1934. godine, potpisan je ugovor o balkanskom savezu između Jugoslavije, Grčke, Rumunjske i Turske. Balkanski pakt je pozdravljen u Moskvi a osuđen u Njemačkoj.

### Njemačka i Anschluss
Jugoslaviji, koja je bila suočena sa sve agresivnijom talijanskom politikom, nije bio dovoljan jedan saveznik. Prema doktrini Antona Korošca iz 1927. godine, koju je usvojio kralj Aleksandar I. Karađorđević, s Njemačkom se trebalo sprijateljiti dok još ne pripoji Austriju. U ožujku 1934. godine, Adolf Hitler primio je jugoslavenskog poslanika u Berlinu, izjasnio se protiv talijanske dominacije i restauracije, i izjavio da želi bliže njemačko-jugoslavenske odnose. Kada je, u srpnju 1934. godine, propao nacistički puč u Austriji oko 700 nacista prebjeglo je u Jugoslaviju te dobilo azil. Međutim, dok se Jugoslavija približavala Njemačkoj, Francuska se približavala Italiji. Za Francusku i Čehoslovačku Anschluss je bio najveće zlo, a za Jugoslaviju talijanska vlast nad Austrijom i restauracija Habsburga.

## Događaji pred atentat

### Pripreme atentata
Krajem kolovoza 1934. godine, na poziv Ante Pavelića, vođa VMRO-a Vančo Mihajlov je doputovao u Rim kako bi se dogovorili detalje oko izvršenja atentata na kralja Aleksandra.[nedostaje izvor] Sastanak su održali u hotelu Continental, razgovoru između Pavelića i Mihajlova nazočio je i generalni inspektor tajne službe Italije Ericole Conti.[nedostaje izvor] Odlučeno je da se atentat izvrši u Francuskoj jer se već znao program Aleksandrove predstojeće posjete.[nedostaje izvor] Pavelić i Mihajlov su se dogovorili da pripreme više grupa radi izvođenja atentata. Prva skupina trebala je izvršiti atentat po kraljevom dolasku u Marseille, druga grupa trebala je izvršiti atentat bombom u slučaju da prva grupa ne uspije. Treća skupina je bila spremna izvršiti atenta u Parizu. Vođa hrvatskih ustaša Pavelić izdaje dekleraciju kojom osuđuje kralja Aleksandra na smrt[nedostaje izvor], a po ustaškim logorima počinju intenzivne pripreme za atentat. Najveće pripreme vršene su u logoru Janka Puszta i Nagykanizsa, gdje ustaše za izvršenje atentata obučava profesionalni atentator VMRO-a, Vladimir Georgijev Kerin, zvani Černozemski. Nakon obuke između 15 najuspješnijih ustaša izabrana su trojica atentatora: Mijo Kralj, Ivan Raić i Zvonimir Pospišil. Četvrtog atentatora Černozemskog, Pavelić je odabrao na prijedlog Mihajlova.
Kralj, Pospišil i Raić su dobili lažne putovnice od mađarske obavještajne službe, posredstvom i vezom Ivana Perčevića. Njih trojica su, po nalogu Ante Pavelića, došli u Zurich gdje su ih čekali Eugen Dido Kvaternik i Černozemski, koji su došli iz Italije. Kvaternik ih je upoznao s planom atentata, koju je izradio zajedno s Antom Pavelićem. Skupina koju predvodi Kvaternik prešla je u Francusku, gdje su se prijavili pod čehoslovačkim dokumentima. U rano jutro 7. listopada Černozemski, Mijo Kralj i Kvaternik u Avignonu sreli su s tajanstvenom Plavom damom, a potom pošli za Aix-en-Provence.[nedostaje izvor] Sutradan 8. listopada, svi su pošli za Marseille, gdje im je Kvaternik dao plan grada i pokazao mjesto odakle bi pucali na kralja. Navečer su se vratili u Aix, gdje su prenoćili, osim Kvaternika, koji se tu večer sklonio u Montreux. Na dana atentata, 9. listopada, Plava dama predala je atentatorima četiri revolvera, četiri bombe i streljivo. Georgijev i Kralj su otputovali za Marseille, a Pospišil i Raić su ostali u Parizu, za slučaj da prva skupina ne uspije u Marseilleu.

### Saznanja obavještajne službe
Kraljevska jugoslavenska obavještajana služba je neposredno pred kraljev dolazak, preko svojih agenata, doznala za pripreme za atentat, znali su da su atentatori na francuskome teritoriju, ali nisu imali precizne informacije. U jutarnjim satima 9. listopada, jugoslavenska obavještajna služba je dobila izuzetno važne podatke od jednog njezinog agenta iz Italije. Ukazano je da će se atentat dogoditi u Marseilleu i da su teroristi putovali čehoslovačkim putovnicama. O ovim saznanjima je upoznat jugoslavenski veleposlanik u Francuskoj dr. Miroslav Spalajković, koji je već bio u Marseilleu i organi francuske sigurnosti. Tražili su da se o ovome obavijesti kralj osobno i da odustane od posjete Marseilleu. Međutim, kada je Spalajković obavijestio kralja Aleksandra I. Karađorđevića o pripremi atentata, kraljev komentar je bio: "Sada je za to isuviše kasno. Moramo se držati programa".

## Tijek atentata

### Put u Marseille
Svita, s kraljem na čelu, krenula je sa željezničkog kolodvora Topčider, vlakom do Kosovske Mitrovice, a zatim automobilom preko Cetinja, gdje je kralj Aleksandar I. Karađorđević posjetio kuću u kojoj je rođen. Iz luke Zelenika je razaračem Dubrovnik Jugoslavenske kraljevske mornarice isplovio za Francusku. Čim se Dubrovnik primakao Marseilleu, francuski eskadron isplovio im je u susret iz ratne luke Toulona. U utorak, 9. listopada 1934. godine, točno u 16 sati kralj je napustio palubu jugoslavenskog razarača i nastavio motornim čamcem do Belgijskog keja. Službeni doček po protokolu trebao je biti u Parizu, gdje je kralja trebao dočekati predsjednik Republike.[nedostaje izvor] U Marseilleu su ga dočekali samo ministar vanjskih poslova Barthou i general Joseph Georges član visokog ratnog saveza.

### Svečana povorka
Kralj Aleksandar I. Karađorđević u pratnji ministra Barthoua i generala Georgesa sjeo je u otvoreni automobil Delage. Iako je bio predviđen blindirani i potpuno zatvoreni automobil, on je u posljednjem trenutku zamijenjen, navodno po naređenju ministra Barthoua.[nedostaje izvor] Kralj Aleksandar I. Karađorđević je sjedio na zadnjem sjedištu na desnoj strani, a na lijevoj ministar Barthou. Na mjestu suvozača sjedio je general Georges, a uz njega vozač i službena osoba, Berteleni.
Nešto poslije 16 sati svečana povorka je krenula. Ispred automobila u kome se nalazio kralj, išlo je 18 policajaca u paradnim odorama, na konjima, s isukanim sabljama. Zbog konjičkog eskadrona, cijela kolona se kretala oko deset kilometara na sat. Iza kraljevog automobila nalazilo se vozilo u kojem su sjedili jugoslavenski ministar vanjskih poslova Bogoljub Jevtić i francuski ministar pomorstva François Piétri. Povorka je lagano prolazila avenijom Canebiére, glavnom ulicom u Marseilleu. S jedne i druge strane, na pločniku, stajala je masa naroda i pozdravljala uvaženog gosta.

### Smrt kralja Aleksandra I. Karađorđevića
Kada je kraljev automobil stigao na trg ispred palače Burze oko 16 sati i 20 minuta, jedan čovjek iskočio je iz gomile, noseći u desnoj ruci buket cvijeća i na francuskom viknuo: "Živio kralj!". Iznenada je skočio s desne strane na papučicu automobila, odbacio buket cvijeća i iz revolvera ispalio više hitaca u pravcu kralja. Pukovnik Piole, koji je bio najbliži događaju, s konja je sabljom ubojicu oborio na zemlju. Atentator je i u padu, sa zemlje, nastavio pucati na sve oko sebe. Zatim su dva policajca ispalila nekoliko hitaca u atentatora, koji je već bio oboren.
Kralj je ležao nepomičan na zadnjem sjedištu automobila, ministar Barthou je bio pogođen u desnu nadlakticu, a general Georges pogođen s više zrna u prsni koš, nadlakticu i trbuh. Zbog gužve na ulici, automobil s ranjenim kraljem išao je sporo do policijske postaje, gdje je kralju pružena medicinska pomoć. Međutim, liječnici ništa nisu mogli učiniti jer su rane bile smrtonosne. Nekoliko minuta poslije 17 sati jugoslavenski kralj Aleksandar I. Karađorđević izdahnuo je ne dolazeći svijesti. Liječnici su utvrdili da je jedan metak pogodio desnu stranu grudi, u predjelu jetre, a zatim ušao u prsni koš. Na tijelu su bile tri rane: pogođeni su lijeva ruka, rame i lopatica.

### Smrt atentatora Černozemskog
Atentator, Veličko Dimitrov Kerin, zvani Vlado Černozemski, pogođen s više metaka u tijelo, isječen udarcima sablje i linčovan od gnjevnoga mnoštva, prebačen je u ured marseilleske službe sigurnosti, gdje je ostavljen i bez medicinske pomoći umro, ne izgovorivši ni jednu riječ. Kod atentatora je pronađena čehoslovačka putovnica na ime Petrus Keleman, dva pištolja, mauzer kalibra 7.62 - {mm} - i valter, dvije bombe, busolu i 1.700 franaka. Putovnicu je 20. svibnja 1934. godine izdao čehoslovački konzulat u Zagrebu. Ubojica je imao na desnoj ruci istetoviranu lubanju i dvije prekrižene kosti, a iznad četiri slova, ćirilicom, - {VMRO} -.
Nakon ovog atentata, mnogi Makedonci, Albanci, Hrvati i protivnici diktature i monarhije su smatrali Černozemskog herojem koji je ustao protiv tiranije.

### Ostale žrtve atentata
Ranjeni ministar Louis Barthou je prebačen u operacijsku salu bolnice Božji dom, gdje je izdahnuo u 17 sati i 40 minuta. Nekoliko desetljeća kasnije utvrđeno je da je francuski ministar bio žrtva zalutalog metka što ga je ispalio jedan francuski policajac, ciljajući Černozemskog.
Povjesničar Jacques de Launay pronašao je i u svojoj knjizi Velike nesuglasice suvremene povijesti 1914. – 1945. objavio dokaz-izvješće o vještačenju od 9. listopada 1935. godine, "zaboravljeno" 40 godina, koje službeno negira tvrdnju da su kralj Aleksandar I. Karađorđević i ministar Louis Barthou bili ubijeni iz istog oružja i da ih je ubio isti ubojica.
»Izvješće stručnjaka-vještaka od 9. listopada 1935. koje je sastavio dr. G. Béroud ravnatelj Policijskog stručnog laboratorija u Marseilleu i P. Gatimel stručnjak za oružje: "Metak pronađen u kraljevom automobilu na lijevoj strani gdje je sjedio ministar Barthou, je blindirani bakreni projektil s 8 mm čahurom, model 1892. Ovaj metak istog je kalibra kao i meci koje su ispalili policajci. Metak nije ispaljen ni iz jednog od pištolja u posjedu Kelemena. I stručnjaci zaključuju: "Blindirani bakreni metak pronađen u kraljevom automobilu odgovara mecima kojima su pucali policajci".«
Teško ranjen general Georges prebačen je u bolnicu Michel Levi, gdje je uspješno operiran. Zbog pucnjave pripadnika službe sigurnosti, koji su pucali na sve strane, te jugoslavenskih policajaca koji su slijedili povorku i francuskih policajaca s obje strane, pogođeno je i više osoba koje su bile promatrači kraljeve povorke. Druge žrtve bile su gospođa Dumazert i njezin sin, gospođe Dupre i Armellin a gospođe Durbec i Faris, također pogođene, umrle su.

## Posljedice
Francuska policija je uhitila trojicu preživjelih atentatora (Pospišil, Raić i Mijo Kralj) i saznala da su instrukcije dobili od Ante Pavelića i Eugena Kvaternika. Francuska odmah traži od Italije izručenje ove dvojice, ali Mussolini to odbija. Kasnije, Mussolini uhićuje Antu Pavelića i Eugena Kvaternika. Dr. Ante Pavelić i Eugen Kvaternik uhićeni su u Torinu 17. listopada 1934. godine i ostali su u torinskom sudbenom zatvoru do 29. ožujka 1936. godine. Trojica Hrvata Kralj, Pospišil i Raić osuđeni su u Francuskoj u Aix-en-Provenceu, 12. veljače 1936. godine, na doživotnu robiju. Osuđeni su u vrlo upitnim okolnostima. Njihov branitelj Georges Desbons, bio je žrtva zavjere te je izbačen iz Odvjetničke komore i silom protjeran sa suda 19. studenoga 1935. godine, i to zbog izjava koje su mu bile lažno pripisane. Nakon godinu dana vraćen je u odvjetničko zvanje pod uvjetima koji su retroaktivno samo mogli potvrditi politički karakter namještenog sudskog progona i taj zaplet ipak je spasio trojicu optuženika od smrtne kazne koju je tražio Beograd. Zvonimir Pospišil umro je 1940. godine u zatvoru u Caenu nakon operacije, Mijo Kralj umro je 1941. godine u zatvoru u Fontevraultu, nakon teške bolesti a Ivan Raić, oslobođen je 12. prosinca 1941. godine i vratio se u Hrvatsku gdje umire 1944. godine.
Smrt kralja Aleksandra uzburkala je cjelokupnu jugoslavensku javnost. Pošto je najstariji Aleksandrov sin Petar bio maloljetan, tročlano namjesništvo, prema oporuci, preuzelo je ulogu kralja. Namjesništvom je dominirao knez Pavle Karađorđević koji je bio sin kneza Arsena Karađorđevića, rođenog brata kralja Petra I. Karađorđevića
Zategnutu atmosferu koja je vladala oslikava i incident u Bijeljinskoj gimnaziji, koji se zbio par dana nakon atentata, 11. listopada 1934. godine, kada je zbog ispisanih anti-monarhističkih slogana na ploči raspušteni čitav sedmi i osmi razred osnovne škole.
Nekoliko godina nakon Atentata u Marseilleu, sporazumom vođe Hrvatske seljačke stranke Vladka Mačeka i predsjednika jugoslavenske vlade Dragiše Cvetkovića stvorena je Banovina Hrvatska, kao autonomna teritorijalna jedinica unutar Kraljevine Jugoslavije. Sporazum Cvetković-Maček donesen je 26. kolovoza 1939. godine.